# Araraquara
Araraquara város Brazíliában, São Paulo államban. Lakosainak száma 242 228 fő (2022). Araraquara Gavião Peixoto, Motuca, Boa Esperança do Sul, São Carlos, Ibaté, Ribeirão Bonito, Rincão, Santa Lúcia, Américo Brasiliense és Matão községekkel határos.

## Népesség
A település népességének változása:
| Lakosok száma | 182 471 | 208 662 | 226 508 | 238 339 | 240 542 | 242 228 |
|               | 2000    | 2010    | 2015    | 2020    | 2021    | 2022    |